# Гетто в Елизово (Могилёвская область)
Гетто в Ели́зово (лето 1941 — 21 января 1942) — еврейское гетто, место принудительного переселения евреев посёлка Елизово Осиповичского района Могилёвской области и близлежащих населённых пунктов в процессе преследования и уничтожения евреев во время оккупации территории Белоруссии войсками нацистской Германии в период Второй мировой войны.

## Оккупация Елизово и создание гетто
Местечко Елизово располагалось в пяти километрах от деревни Свислочь. В 1939 году в Елизово проживало 303 еврея.
26 июня 1941 года Елизово захватили немецкие войска. Была создана полиция из местных коллаборационистов. Для устрашения немцы сразу провели «акцию» (таким эвфемизмом нацисты называли организованные ими массовые убийства) — схватили и расстреляли пять юношей-евреев.
Евреев обязали нашить на одежду желтые шестиконечные звезды. Затем немцы, реализуя нацистскую программу уничтожения евреев, организовали в местечке гетто. Узников ежедневно использовали на принудительных тяжелых работах.

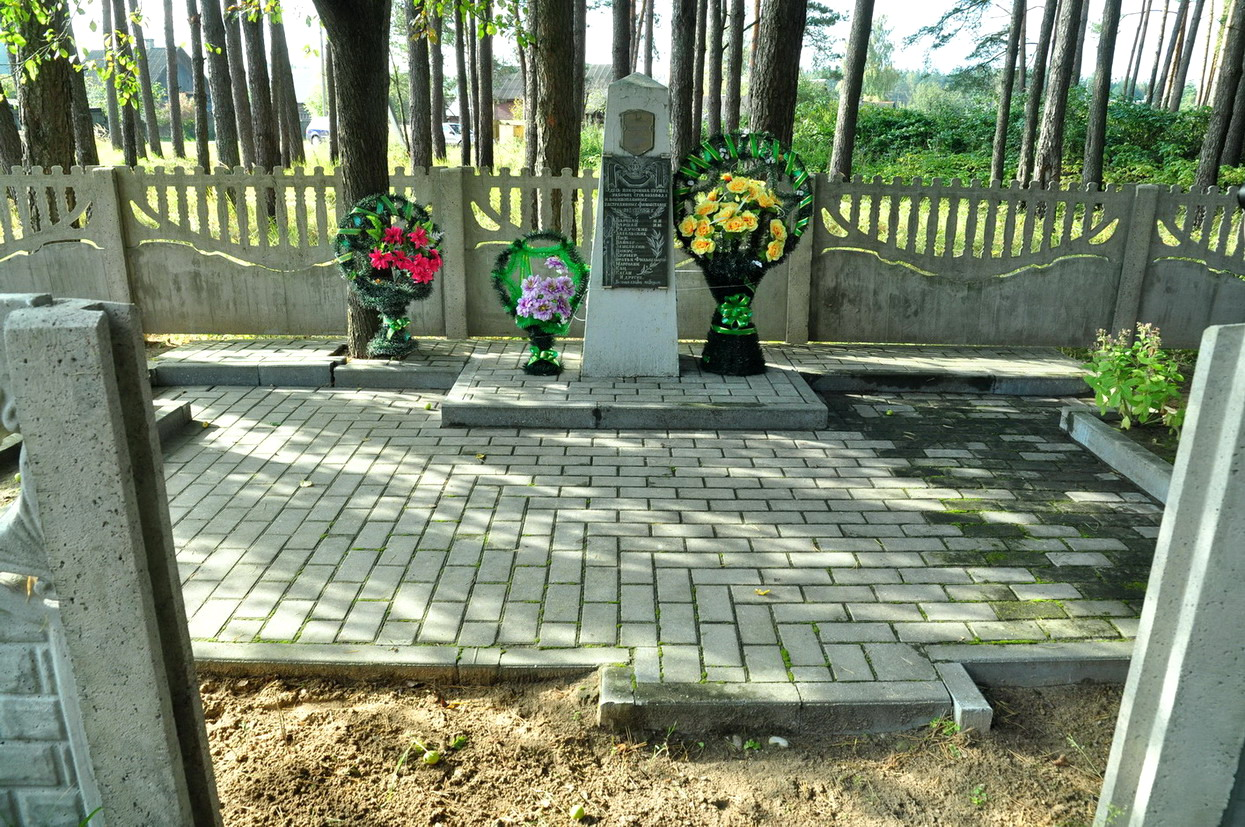
Первоначальный памятник. Впоследствии к нему добавили два обелиска в память неизвестных погибших солдат

## Уничтожение гетто
21 января 1942 года (в конце 1941, в марте 1942) прибывший в Елизово карательный отряд немцев вместе с местными полицаями согнали 27 (163) последних ещё живых мужчин-евреев в лес на окраине посёлка. Их заставили вырыть яму, затем раздеться, подводили к яме и расстреливали.

## Случаи спасения и «Праведники народов мира»
В Елизово 3 человека были удостоены почетного звания «Праведник народов мира» от израильского мемориального института «Яд ва-Шем» «в знак глубочайшей признательности за помощь, оказанную еврейскому народу в годы Второй мировой войны»:
- Лысюк Нина — спасла семью Баршай — Сарру и её детей Бэллу и Михаила[2][3][7].
- Ракович Нина и Кирилл — спасли Фаню Семёновну Пик и её дочь Веру (Эру)[3][8].

## Память
После войны убитых евреев Елизово похоронили на еврейском кладбище и поставили на их могилах скромные обелиски.
Михаил Баршай, которого спасла его соседка Нина Лысюк, в память о ней и обо всех жертвах геноцида евреев в Елизово, за свои деньги установил памятник — недалеко от места расстрела.

## Комментарии
1. ↑  В русском языке за служащими коллаборационистских полицейских органов закрепилось разговорное уничижительное название полица́й (во множественном числе — полица́и).